# Hermann Eberhard Pflaume

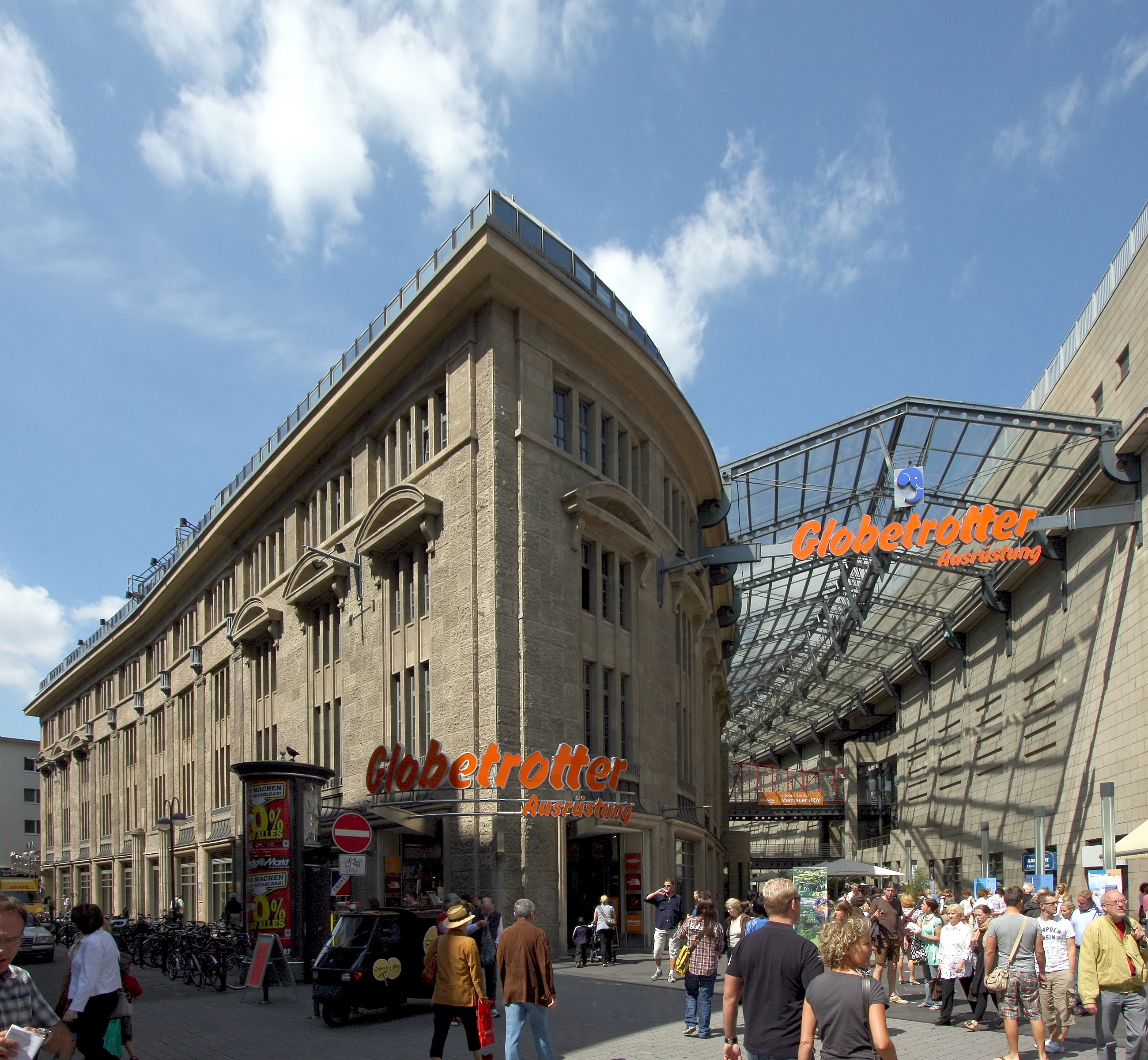
Olivandenhof, Südostansicht

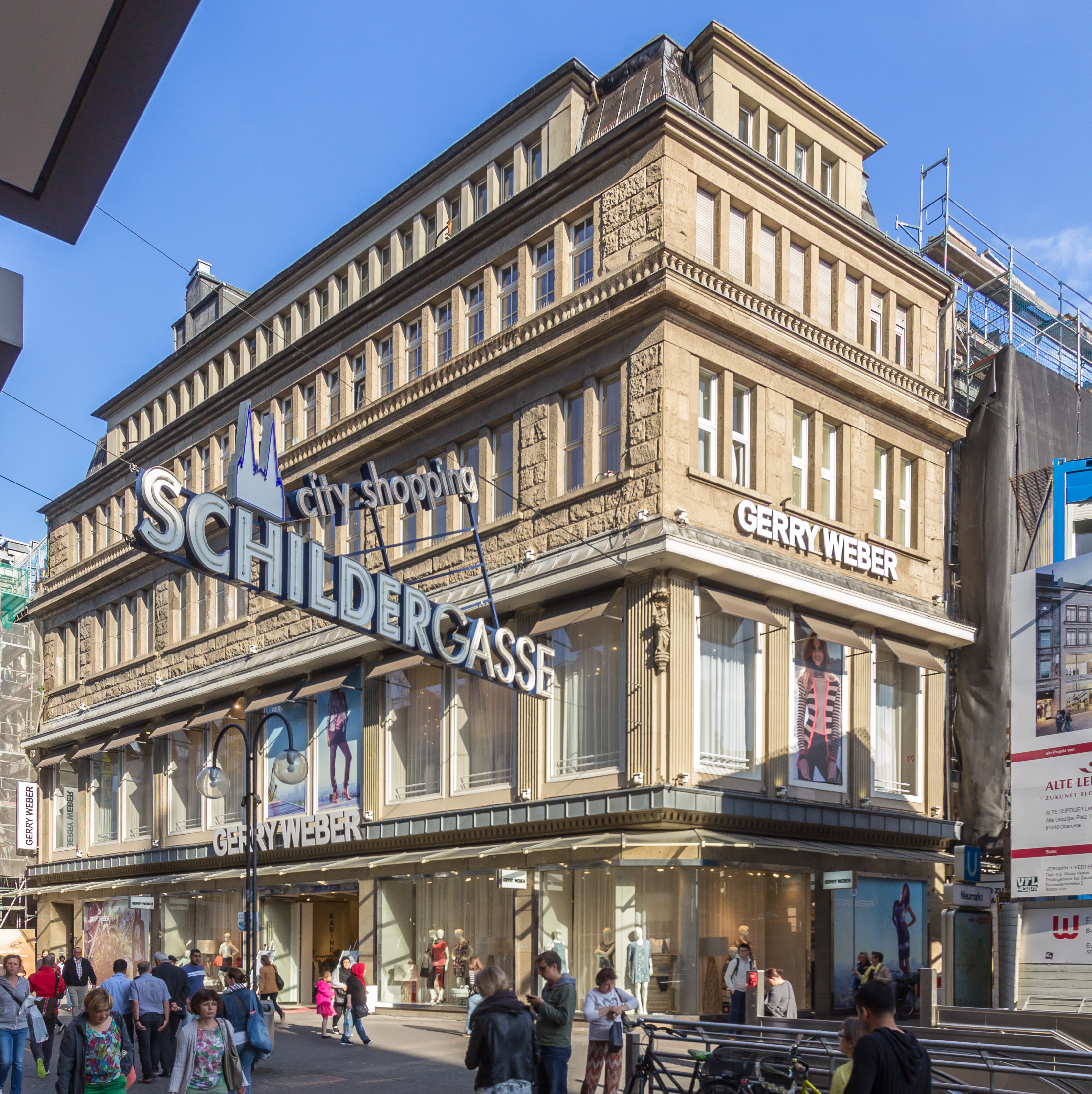
Haus Hindenburg – Nord-Westansicht (2015)

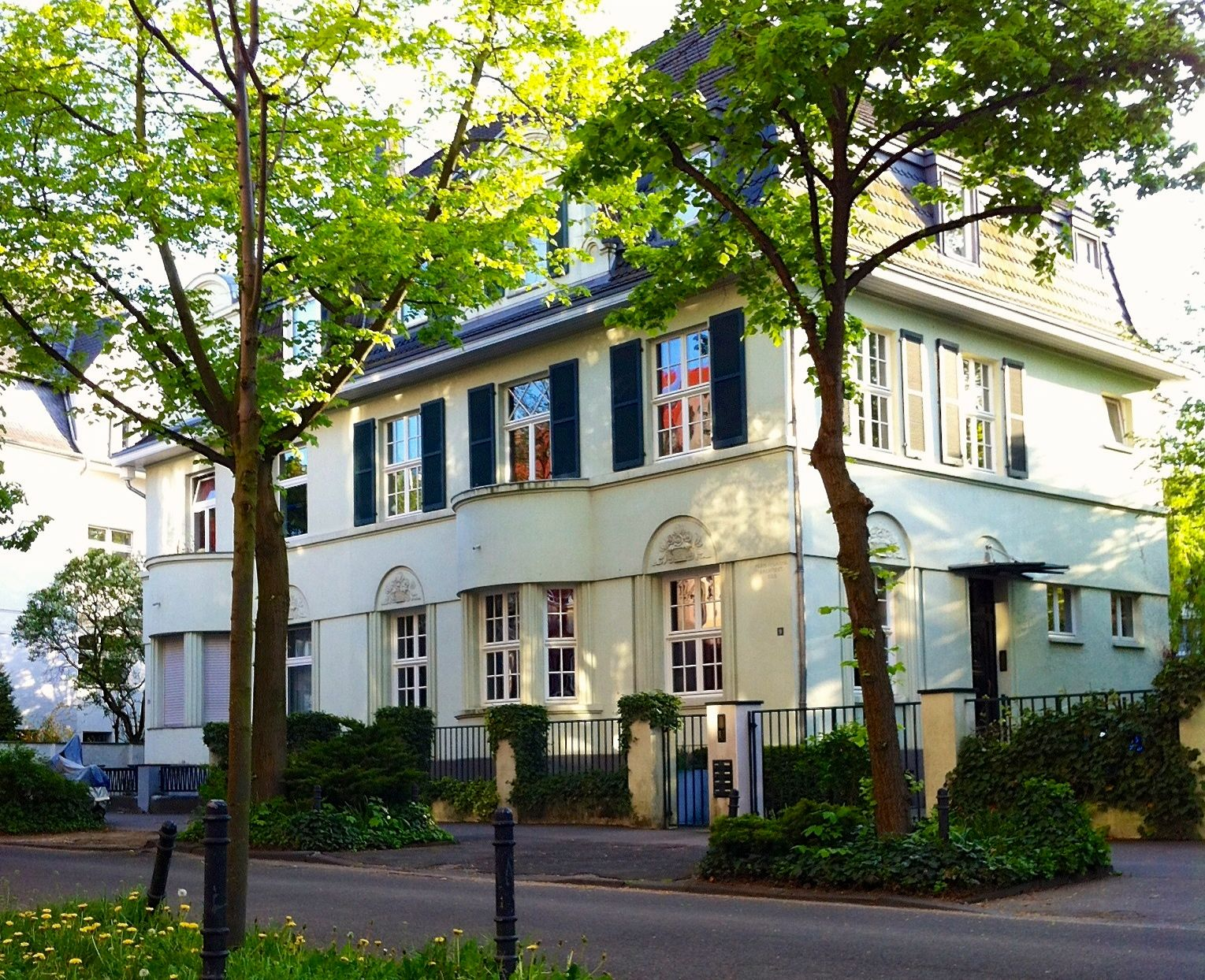
Lindenburger Allee 9/11 (2013)

Hermann Eberhard Pflaume (* 6. März 1869 in Aschersleben; † 11. Dezember 1921 in Köln) war ein deutscher Architekt, der freiberuflich in Köln tätig war.

## Leben und Ausbildung
Hermann Pflaume wuchs nach dem frühen Tod seines Vaters, des Literaten Karl Ludwig Wilhelm Pflaume († 1879), im Haus seines Onkels, des Architekten Hermann Otto Pflaume in Köln auf. Nach dem Abitur zu Ostern 1888 auf dem Städtischen Realgymnasium in der Kölner Spiesergasse besuchte Pflaume zunächst das Polytechnikum München, ehe er nach seiner Dienstzeit als Einjährig-Freiwilliger (in der bayrischen Armee) sein Architekturstudium am Polytechnikum Karlsruhe fortsetzte. In Karlsruhe arbeitete er auch zunächst als Bauführer in einem Architekturbüro, bevor er in das Atelier seines Onkels wechselte und es nach dessen Tod 1901 fortführte. Sein Büro übernahm 1921 Manfred Faber (1879–1944).
Stilistisch orientierte sich Hermann Pflaume an der Zeit um 1800 und vertrat vereinzelt einen gemäßigten Barock. Nach der Überlieferung wurde er auch von der niederländischen Architektur beeinflusst, als mögliche Folge seiner 1903 geschlossenen Ehe mit der aus Amsterdam stammenden Alida de Block, doch lässt sich diese Hypothese nicht durch sein Werk belegen.
In einem Nachruf wurde Pflaume als einer der Besten unter den Modernen gewürdigt. Erhalten sind einige zu seinen Hauptwerken zählende Bauten wie das Verwaltungsgebäude für die Kölnische Rückversicherungs-Gesellschaft, das Haus Hindenburg am Neumarkt und (in Teilen) der Olivandenhof an der Zeppelinstraße und geben Bildnis von seinen Fertigkeiten. Auch seine auswärtigen Bauten sind auf Grund geringerer Kriegsschäden noch zahlreich erhalten.
Hermann Pflaume war Mitglied im Bund Deutscher Architekten (BDA) und im Deutschen Werkbund (DWB).
Der Fernsehmoderator Kai Pflaume ist sein Urenkel.

## Werk

### In Köln
- 1898:–9999 Neustadt-Süd, Wettbewerbsentwurf für das Opernhaus (gemeinsam mit Hermann Otto Pflaume, nicht ausgeführt)
- 1900:–9999 Neustadt-Süd, Kaesenstraße 4 und Lothringer Straße 75/77, Villen (Büro H.O. Pflaume) (teilweise erhalten)
- um 1902:–9 Altstadt-Nord, Breite Straße 21, Geschäftshaus Büscher (kriegszerstört)
- um 1903:–9 Neustadt-Süd, Kleingedankstraße 3, Inneneinrichtung der Villa H. Pfaffenberger (kriegszerstört)
- um 1904:–9 Braunsfeld, Friedrich-Schmidt-Straße 72, Landhaus C. Klein
- 1907–1908: Altstadt-Nord, Hohe Straße 121–123 / Minoritenstraße, Haus J.V. Damm (kriegszerstört)[1]
- 1908:–9999 Neustadt-Nord, Friesenplatz 13, Umbau des Hauses Wilhelm Albermann (kriegszerstört)
- 1908–1909: Neustadt-Nord, Hohenzollernring 87, Umbau des Wohn- und Geschäftshauses (kriegszerstört)
- 1909:–9999 Neustadt-Nord, Friesenplatz 21, Umbau des Hauses
- vor 1910:–9 Vingst, Schulstraße, Waisen- und Pflegehaus (erhalten, heute Schule)
- 1910:–9999 Altstadt-Nord, Breite Straße, Wettbewerbsentwurf für das Kaufhaus Peters (nicht ausgeführt)
- um 1910:–9 Altstadt-Süd, Blaubach 60, Wohn- und Geschäftshaus (kriegszerstört)
- um 1910:–9 Inneneinrichtung des Restaurants Ratsmühle
- um 1910:–9 Inneneinrichtung für den Verein Corpsburschen „Halber Halm“
- 1911–1912: Altstadt-Nord, Gertrudenstraße / Wolfsstraße, Verwaltungsgebäude für die Kölnische Rückversicherungs-Gesellschaft (erhalten)
- 1911–1912: Neustadt-Nord, Riehler Straße 34 / Belfortstraße, Villa für den Rechtsanwalt Dr. Carl Dietrich (kriegszerstört)[2]
- 1912:–9999 Altstadt-Nord, Eintrachtstraße, Erweiterungsbau der Concordia-Versicherung (kriegszerstört)
- um 1912:–9 Sülz, Berrenrather Straße / Sülzgürtel, Wohnhaus
- um 1912:–9 Lindenthal, Lindenburger Allee 9–11, Doppelvilla
- 1913:–9999 Altstadt-Nord, Zeppelinstraße 9 / Am Alten Posthof, Geschäftshaus Olivandenhof (Fassade teilweise erhalten)
- 1914:–9999 Deutz, Etagenhaus auf der Kölner Werkbundausstellung
- 1914–1915: Altstadt-Süd, Schildergasse 117 / Neumarkt, Haus Hindenburg (erhalten)
- 1919:–9999 Neustadt-Süd, Chlodwigplatz 3, Umbau für die Dresdner Bank AG
- 1919–1920: Bickendorf, Vitalisstraße 222, Fabrikgebäude Herbig-Haarhaus (kriegszerstört)
- 1920:–9999 Lindenthal, Theresienstraße 96, Umbau des Gebäudes
- um 1920:–9 Altstadt-Nord, Komödienstraße, Umbau des Lokals „Ewige Lampe“ zu einem Bankgeschäft (kriegszerstört)

### Außerhalb Kölns
- 1904:–9999 Honnef, Hagerhof, Reithalle und Stallanlage für Alfred Oelbermann
- 1908:–9999 Rösrath, Sommerhaus Pflaume
- 1908:–9999 Rösrath, Schloss Eulenbroich für Emil Biedermann
- vor 1910:–9 Neuss Entwurf für ein Museum
- 1910:–9999 Moers, Wettbewerbsentwurf für ein Sparkassengebäude (2. Preis)
- um 1910:–9 Rösrath-Hoffnungsthal, Haus Müllenbach
- um 1910:–9 Rösrath, Schwalbenhaus, Haus Hügeler und Haus Peckert
- 1912–1913: Rösrath-Hoffnungsthal, Rathaus Hoffnungsthal
- um 1913:–9 Bergisch Gladbach, Margarethenhöhe 24, Landsitz G. Risch
- um 1914:–9 Rösrath-Hoffnungsthal, Hauptstraße 257, Villa Lemmer